# Дзета Тукана
Дзета Тукана (ζ Тукана, лат. Zeta Tucanae) — одиночная звезда в созвездии Тукан. Находится на расстоянии около 28 световых лет от Солнца.
ζ Тукана принадлежит к классу жёлто-белых карликов главной последовательности, её масса и диаметр составляют 98 % и 90 % солнечных соответственно. Температура на поверхности звезды по подсчётам составляет около 6200 градусов по Кельвину.
У звезды было обнаружено избыточное излучение на длине волн в 70 микрометров, что говорит в пользу наличия у неё околозвездного диска. Диск должен обращаться от звезды на минимальном расстоянии в 2.3 астрономические единицы и обладает температурой в 218 кельвинов.

## Ближайшее окружение звезды
Следующие звёздные системы находятся на расстоянии в пределах 10 световых лет от ζ Тукана:
| Звезда       | Спектральный класс | Расстояние, св. лет |
| CD-68 47     | K0 V               | 3,1                 |
| L 49-19      | K0 V               | 6,2                 |
| p Эридана AB | K0-2 V/K3 V        | 6,4                 |
| β Гидры      | G1-2 IV            | 6,7                 |
| L 119-44     | M V                | 7,5                 |
| CD-76 1182   | M V                | 7,7                 |
| γ Павлина    | F9 V               | 9,3                 |